# RK Crikvenica
Rukometni klub Crikvenica (RK Crikvenica; Crikvenica) je bio muški rukometni klub iz Crikvenice, Primorsko-goranska županija. 

## O klubu
Klub je osnovan 1956. godine, te se odmah na jesen uključio u ligaška natjecanja u Podsaveznoj ligi Rijeka. 
Tijekom razdoblja SFRJ, klub se najčešće natjecao u Primorsko-istarskoj ligi, odnosno Hrvatskoj ligi - Zapad, uz povremene nastupe i u republičkoj ligi. Po osamostaljenju Hrvatske, klub je od sezone 1992./93. do 2000./01. član 1.B lige. U sezoni 1998./99. klub se plasirao na završni turnir Hrvatskog kupa. Reorganizacijom ligaškog sustava od sezone 2001./02. postaje hrvatski prvoligaš u 1. hrvatskoj ligi, u kojoj igra do sezone 2006./07. Novom reorganizacijom, klub je član 1. HRL od seone 2008./09. 
 
Zbog nedostatka odgovarajuće dvorane, klub je domaće utakmice igrao u dvoranama u Delnicama, Senjuu i Rijeci. Problem s dvoranama je prestao 2003. godine kada je otvorena "Gradska sportska dvorana Crikvenica". 
 
2015. godine klub upada u financijske poteškoće 
te se 2017. spaja s "Mornarom" iz Dramlja u novi klub - RK Mornar-Crikvenica.

## Uspjesi
Primorsko-goranska zonska liga
- prvak: 1978./79.

Primorsko-istarska regionalna liga
- prvak: 1984./85.

Hrvatski kup
- završni turnir: 1998./99.

## Unutrašnje poveznice
- RK Mornar-Crikvenica
- RK Mornar Dramalj

## Vanjske poveznice
- rk-crikvenica.hr, wayback arhiva stranice
- Rukometni Klub Crikvenica, facebook stranica
- furkisport.hr/hrs, Crikvenica, rezultati po sezonama
- sportilus.com, Rukometni klub Crikvenica